# 劉玉英
劉玉英（1904年—2000年3月13日），臺灣新竹市人，第一、二、三、五屆新竹縣議會議員。

## 生平

### 早年
劉玉英於1904年出生新竹街南門外。父親劉鏡寰原先娶鄭用錫家族鄭銀為妻，鄭銀因難產而亡，便續絃而生下女兒劉玉英。因父親在鄭家擔任文書工作、又被鄭家一直視為女婿，劉玉英幼年就在北郭園園邸度過。她兒時玩伴之一是後來擔任新竹市長的鄭鴻源。
劉玉英對北郭園的印象是庭園很大、果樹多、也養孔雀、鹿等。她之所以被稱為「北郭園的孔雀」，是因年少時在南門町活動的李澤藩等男孩子會以孔雀代稱她。據地方政治人物陳錦相回憶，劉玉英年輕時長相美麗。
1918年，劉玉英進入臺北第三高女，3年來都擔任級長。畢業後，她本在新竹女子公學校當教師，後來校方成立幼稚園時要她接任主任，於是就到日本專修有關幼教保育專科。在學妹陳進的陪伴下，劉玉英到东京女子高等师范学校讀書。
1923年裕仁皇太子臺灣行啟期間，時任幼稚園園長、19歲的劉玉英被督學指派在新竹尋常高等小學（今新竹東門國小）奉茶。當天的行程是裕仁在4月19日搭火車在10點半抵達新竹火車站，由新竹州知事梅谷光貞率地方官員在車站迎接，先到新竹州廳停留20分鐘再至東門國小巡視，11點半搭火車至台中火車站。事前劉玉英天天與日本女教師練習走路步法、奉茶手勢和行禮姿態，而且須打預防針。
1925年，秩父宮雍仁親王到臺灣時，劉玉英再次代表地方獻上由蓪草作的假花，事先她就安排在角板山貴賓館軟禁7天，也是打了各種預防針。依地方耆老陳其祥回憶，蓪草紙是由金泉發商號製造作為地方特產。
1927年，劉玉英由小學同學李荇介紹，在淨業院認識了李荇的堂哥李澤祁。次年1月結婚。婚後，她隨著丈夫到日本工作。

### 中年
37歲，劉玉英喪夫，由丈夫弟弟李澤藩從日本帶她們母子回臺灣。
二戰結束後，劉玉英加入黃旺成主持的三民主義青年團，組織婦女會。在鄭用錫家族提供捐助下，劉玉英從事慈善、募捐工作。李遠哲回憶讀初級中學時，二伯母劉玉英常在客廳接見不幸的婦女，若到不平時二伯母會到夫家討回公道，情形不對二伯母也會促成離婚。後來，李遠哲和劉玉英兒子李遠輝都一起考上新竹中學，且還是同班同學。
1950年，劉玉英參加縣議員競選，因婦女保障名額，輕易選上兩年一任的新竹縣議員。到1960年為止，劉玉英連任一、二、三、五屆縣議員。期間1957年時，因竹蓮國小校長曾榮塗生病，劉玉英就代為作竹蓮國小校長。擔任新竹縣婦女會理事期間，劉玉英向十三鄉鎮籌募費用，在新竹遠東百貨旁建立婦聯分會會館。
劉玉英也是曾任新竹市長的童勝男的媒人，促成北埔姜家的姜文嬌成為童勝男妻子。

### 晚年
劉玉英兩位兒子李遠輝、劉遠中都獲得博士學位，在科技界取得成就。1999年3月7日，劉玉英在兒子李遠容、李遠輝陪伴下在新竹市立文化中心舉行《北郭園的孔雀：劉玉英的故事》新書發表會，市長蔡仁堅、省府委員童勝男、宜蘭縣長劉守成、立委林政則、張蔡美、國代李榮勝、鍾淑姬等前往致賀。2000年3月13日晚，劉玉英辭世。